# EF Гончих Псов
EF Гончих Псов (лат. EF Canum Venaticorum) — тройная звезда в созвездии Гончих Псов на расстоянии приблизительно 1422 световых лет (около 436 парсек) от Солнца. Возраст звезды определён как около 3,535 млрд лет.
Пара первого и второго компонентов — двойная затменная переменная звезда типа W Большой Медведицы (EW). Звёздная величина диапазона белого звезды — от +13,56m до +13,08m. Орбитальный период — около 0,272 суток (6,5292 часа).
Открыта группой астрономов проекта ROTSE-1 в 2000 году*.

## Характеристики
Первый компонент — жёлтый карлик спектрального класса G5. Масса — около 1,033 солнечной, радиус — около 0,866 солнечного, светимость — около 0,649 солнечной. Эффективная температура — около 5573 K.
Второй компонент — жёлтый карлик спектрального класса G. Масса — около 0,296 солнечной, радиус — около 0,571 солнечного, светимость — около 0,379 солнечной. Эффективная температура — около 5998 K.
Третий компонент — красный карлик спектрального класса M5. Масса — около 0,225 солнечной. Орбитальный период — около 15,65 года. Удалён в среднем на 6,43 а.е..